# Polifagija
Polifagija, povećana glad ili hiperfagija, prejedanje jedan je od poremećaja u ishrani U njoj dominira simptomi prekomerna glad i nedostatak osećaja sitosti, što karakteriše unos viška hrane u u ishrani. Višak unesene hrane, u odnosu na energiju koju organizam troši, dovodi do nesklada i povećanja telesne težine odnosno rezultuje gojaznošću (koja je poslednjih decenija postala problem javnog zdravlja širom sveta).
Organi koji mogu biti uključeni su mozak (a posebno paraventrikularno jezgro hipotalamusa ) koji reguliše unos hrane reagujući na faktore hrane i metaboličke signale koje joj šalju periferni organi (uključujući digestivni trakt , mišiće, jetru, slezinu, itd.) preko krvi, nervnog sistema i hormonskog sistema. Još uvek nje nepoznat način na koji mozak tumači ove kaskadne signale.

## Etiologija
Uzrok nastanka polifagije mogu biti:
- endokrinološke bolesti: dijabetes melitus, hipertireoidizam, Kušingova bolest,

- bolesti gastrointestinalnog trakta: atrofija pankreasa, malapsorpcija

- psihička oboljenja (anksioznost, bulimija),

- predmenstrualni sndrom,

- upotreba nekih lekova (kortikosteroidi, triciklični antidepresevi).

## Klinička slika
Kliničku sliku polifagije karakteriše prekomerno uzrimanje hrane koje može da rezultuje gojaznošću.

## Dijagnoza
Dijagnoza polifagije se postavlja na osnovu detaljne anamneze, kliničke slike, kliničkog pregleda, laboratorijskih analiza, ispitivanja organa na čiji se poremećaj sumnja.

## Terapija
Lečenje polifagije zasniva se na terapiji osnovnog oboljenje koje je uzrokovalo polifagiju.
U toku terapije ovim pacijentima je neophodno potrebna emocionalna podrška, a nekada i psihološko savetovanje.

## Spoljašnje veze
- Diseases and conditions associated with Polyphagia
- Polifagija - www.stetoskop.info

|  | Molimo Vas, obratite pažnju na važno upozorenje u vezi sa temama iz oblasti medicine (zdravlja). |